# Liaquatpur
Liaquatpur (لِياقت پُور) là một thành phố và thủ đô của Liaqatpur Tehsil ở quận Rahim Yar Khan, bang Punjab, Pakistan. Nó nằm ở tọa độ 28°55'60N 70°57'0E với độ cao 95 mét (314 feet).